# Трудно быть богом
«Тру́дно быть бо́гом» — социально-фантастическая повесть Аркадия и Бориса Стругацких. Написана в 1963 году, впервые опубликована в 1964 году в авторском сборнике «Далёкая Радуга».
Посланцы земного Института экспериментальной истории оказались на планете, развитие которой входит в противоречие с идеями коммунизма. «Кроме того, общество этой планеты дегенерирует до фашизма, не проходя стадию капитализма». Землянин Антон, который предстаёт перед аборигенами в образе благородного дона Руматы Эсторского, не имеет, как и все сотрудники Института, права напрямую вмешиваться в ход развития цивилизации на планете — в данном случае в королевстве Арканарском. Однако Антон по мере сил пытается помешать творящейся вокруг несправедливости; вдобавок он связался с местной девушкой Кирой — его возлюбленной, что мешает Румате действовать объективно, с отстранённостью учёного, хотя его готовили именно к этому. Под влиянием окружения Антон-Румата всё больше сливается со своей ролью. В финале, когда его возлюбленную убили, Румата, по мнению А. В. Фролова, становится самим собой, неистовым и непоколебимым арканарским доном, «который на собственном примере показывает этому жестокому миру, что из сложившейся ситуации есть лишь один выход и это вовсе не земная этика, а борьба, пусть и заранее обречённая».
В 1975—1976 годах Аркадий Стругацкий написал по мотивам повести пьесу «Без оружия», которая с 1986 года периодически ставится разными театрами. В 1983 году экранизацию на базе советской кинематографии предпринял западногерманский продюсер и режиссёр Петер Фляйшман. Вышедший на экраны в 1989 году фильм получил низкую оценку критиков и поклонников Стругацких.
В 1968 году Стругацкие стали сотрудничать с А. Германом по вопросу экранизации повести, был даже совместно написан сценарий, но после ввода войск в Чехословакию производство картины было остановлено. Спустя тридцать лет, в 1998 году, А. Герман в соавторстве со своей женой С. Кармалитой написал новый сценарий, по которому и началось производство, однако лишь в 2013 году на экраны вышел одноимённый фильм, вызвавший полярно противоположные впечатления у киноведов и профессиональных критиков.

## Сюжет
Повесть включает десять глав, предваряемых прологом и завершаемых эпилогом. У «Трудно быть богом» два эпиграфа: первый из «Письма Абеляра другу» в переработке Л. Фейхтвангера из романа «Испанская баллада» (перевод Н. Касаткиной и И. Татариновой). Второй из «Пятой колонны» Э. Хемингуэя (перевод Е. Калашниковой и В. Топер), акт 1, сцена 3. Основное действие происходит в Мире Полудня на неназванной обитаемой планете, уровень развития цивилизации на которой соответствует земному средневековью. Местные гуманоиды ничем не отличаются от землян. Основное действие разворачивается в королевстве Арканарском, которое де-факто независимо, но считается «запроливной» провинцией Эсторской империи. Миссия земного Института экспериментальной истории в соответствии с «теорией исторических последовательностей» осуществляет бескровное воздействие; общая численность землян на девяти материках планеты — около двухсот пятидесяти человек, координируемых с хорошо замаскированной полярной Базы. Срочная эвакуация или заброска осуществляется при помощи дирижаблей и вертолётов. Земляне маскируются под местных жителей, но тайно используют технологии Мира Полудня: связь, средства наблюдения, медикаменты, возможности индивидуальной защиты («металлопластовая кольчуга»). Однако применять оружие им запрещено.

### Пролог
Земля. Группа подростков десяти-двенадцати лет — Анка, Пашка и Антон — играют в лесу в Вильгельма Телля и одновременно в сподвижников маршала Тоца, основателя королевства Арканарского. Антон стреляет в кулёк на голове Пашки из арбалета и промахивается; бессмысленность и опасность происходящего вызывает гнев Анки. Далее ребята выходят на заброшенное шоссе из потрескавшихся бетонных плит, которое перегорожено знаком «кирпич» («въезд запрещён»). Антон заявил, что это «анизотропное шоссе», движение по которому возможно только в одну сторону. Он отправляется под знак, а Пашка — по боковой тропе, где трава примята.

— Тошка, что там было, под знаком?

— Взорванный мост, — ответил Антон. — И скелет фашиста, прикованный цепями к пулемёту. — Он подумал и добавил: — Пулемёт весь врос в землю…

— Н-да, — сказал Пашка. — Бывает. А я там одному машину помог починить.

### Основное действие
Примерно 20 лет спустя.. На совещании земных резидентов (в так называемой Пьяной берлоге в Икающем лесу) встречаются Генеральный судья и Хранитель больших печатей дон Кондор (республика Соан, он же Александр Васильевич), дон Гуг (постельничий герцога Ируканского, он же Пашка из пролога) и дон Румата (королевство Арканарское, он же Антон). Обсуждается ситуация в Арканаре, выходящая из-под контроля, и не укладываемая в «базисную теорию феодализма». Появились «серые штурмовики», которые отлавливают любого, кто так или иначе выделяется из общей массы; человек умный, образованный, наконец, просто грамотный может в любой момент погибнуть. Румата потратил немало золота, чтобы переправлять интеллектуалов через границу. Двор короля Арканарского, ещё недавно бывший одним из самых просвещённых, опустел. Новый министр охраны короны дон Рэба (вынырнувший из канцелярий министерства неприметный чиновник, ныне — влиятельнейший человек в королевстве) произвёл в мире арканарской культуры чудовищные опустошения. Антон пытается довести до Александра Васильевича, что положение в Арканаре выходит за пределы базисной теории, в Арканаре типично фашистская практика, «когда звери ежеминутно убивают людей». Дон Кондор намного старше и намного дольше провёл на средневековой планете и призывает «оставаться коммунарами». Впрочем, основной предмет забот Руматы в том, что после пересечения ируканской границы исчез знаменитый врач Будах, которого Румата собирался переправить в пределы Империи; благородный дон опасается, что Будаха схватили серые штурмовики.
Румата служит в королевской гвардии, пытаясь по мере сил влиять на обстановку, между делом введя в моду носовые платки. Он жаждет внедрить гигиену и нижнее бельё, «однако естественным образом это можно было сделать только через женщин, а Румата и в этом отличался непозволительной для разведчика разборчивостью». Землянин Антон испытывает ежедневный, ежеминутный конфликт между привитыми с детства нравственными нормами и арканарскими реалиями, где он изображает высокомерного аристократа. Ему приходится изображать дружбу с теми, кого он презирает (дон Тамэо и дон Сэра — «жрущая и размножающаяся протоплазма»), приходится хамить тем, кого, наоборот, уважает (книжник Киун). На свидании с фавориткой Рэбы доной Оканой, которая «много знала», Румата не выдерживает запаха немытого тела и позорно бежит. Вернувшись в свой городской дом Румата обнаруживает свою возлюбленную — простолюдинку Киру, которая боится возвращаться в отчий дом. Её отец — судебный писарь, каждый день приносит для переписывания бумаги, забрызганные кровью, а брат-штурмовик грозится вырезать всех книгочеев до двенадцатого колена. Румата объявляет слугам, что Кира останется в его доме в качестве домоправительницы. Позднее, узнав о смерти доны Оканы, приговорённой министром Рэбой к пытке огнём, Румата, бичуемый совестью, устраивает вместе с бароном Пампой загул по городским кабакам. Вернувшись домой, Румата вламывается в комнату Киры: «…он полез вверх по лестнице, распахнул дверь и ввалился к ней, как хозяин, и при свете ночника увидел белое лицо, огромные глаза, полные ужаса и отвращения, и в этих глазах — самого себя, шатающегося, с отвисшей слюнявой губой, с ободранными кулаками, в одежде, заляпанной дрянью, наглого и подлого хама голубых кровей…» Тогда ему удалось опомниться.
Явившись на службу во дворец, Румата воспользовался древнейшей привилегией своего рода — собственноручно обувать правую ногу коронованных особ Империи, и объявляет королю, что высокоучёный доктор Будах, специально выписанный для лечения подагры короля, схвачен, очевидно, серыми штурмовиками дона Рэбы. К изумлению Руматы, дон Рэба явно доволен его словами и обещает представить Будаха королю сегодня же. За обедом сгорбленный пожилой человек, которого озадаченный Румата никогда бы не принял за известного ему только по его сочинениям доктора Будаха, предлагает королю выпить лекарство, тут же им приготовленное. Король лекарство выпивает, приказав Будаху предварительно самому отпить из кубка. В городе нарастает напряжение. Дон Румата оставил Киру на попечении вооружённых слуг, а сам встал у опочивальни наследного принца. Среди ночи полуодетый министр двора в истерике объявил, что Будах отравил короля, но более никто не сумел ничего сделать: штурмовики убивают десятилетнего принца, а потом вяжут в сеть самого благородного дона. Когда Румата пришёл в себя, его отвели к дону Рэбе. В ходе напряжённого разговора оказалось, что Будах давно находится в Весёлой башне (политической тюрьме), а лже-Будах закончил свою жизнь на глазах у самого Руматы. Землянин понимает, что коммунары намного уступают аборигенам в искусстве интриг: Румата сам предоставил дону Рэбе лучший повод подвести к королю отравителя. Бывший министр охраны короны объявляет, что ныне они находятся в Арканарской области Святого ордена, управляемой им, Рэбой, — отныне магистра Ордена и епископа. Дон Рэба пытается уяснить, кто такой Румата: демон или сын бога, и пытается вызвать благородного дона на сотрудничество. На обратном пути Румата, воспользовавшись полученной охранной грамотой, вызволил из Весёлой башни бесшабашного барона Пампу, который, даже не задумываясь, пытался вытащить своего друга Румату из застенков, но угодил туда сам. Дома дурные вести: во время ночных беспорядков убит мальчик-слуга Уно.
Дон Румата пытается успокоить Киру и обещает увезти её «далеко-далеко» — на Землю. В присутствии Киры благородный дон устраивает диспут с доктором Будахом — это духовная кульминация романа. В диалоге землянина и аборигена сталкиваются две картины мира — религиозная и материалистическая, причём сводится этот спор к проблеме теодицеи. Далее в дом проник повстанческий вождь Арата Горбатый, не в первый раз прося у «бога» «молнии», то есть земное оружие. Между доном и крестьянским вождём происходит принципиальный спор, в котором затронута тема истории человечества как направленного эволюционного прогресса, сопровождаемого прогрессом нравственным. Наконец, явились штурмовики, Румата схватился за мечи, но Кира неосторожно подошла к окну, и была застрелена из арбалета.

### Эпилог
Пашка рассказывает Анке, что произошло дальше. Обезумевший Румата, понимая, что штурмовики явились по приказу Рэбы, мечом прокладывает себе дорогу во дворец, пренебрегая запретами. «Сначала растерялись, не знали, где его искать, но потом увидели… Словом, видно было, где он шёл». Патрульный дирижабль сбрасывает на город шашки с усыпляющим газом, коллеги-разведчики подбирают Румату-Антона и отправляют на Землю. Антон живёт в заповеднике, ловит рыбу и почти ни с кем не разговаривает. Пашка говорит Анке, что постоянно вспоминает давнюю историю с анизотропным шоссе со знаком «кирпич»: «Будто есть какая-то связь… Шоссе было анизотропное, как история. Назад идти нельзя. А он пошёл. И наткнулся на прикованный скелет».

Анка не дыша смотрела, как через поляну к ним идет Антон — огромный, широкий, со светлым, не загорелым лицом. Ничего в нём не изменилось, он всегда был немного мрачный.

Она пошла ему навстречу.

— Анка, — сказал он ласково. — Анка, дружище…

Он протянул к ней огромные руки. Она робко потянулась к нему и тут же отпрянула. На пальцах у него… Но это была не кровь — просто сок земляники.

## История создания и публикации

### Замысел
В начале 1963 года Стругацкие заканчивали беловой вариант повести «Далёкая Радуга», Аркадий Натанович в индивидуальном порядке работал над произведением «Дни Кракена». В дневнике от 9 января Аркадий впервые записал: «нужна повесть о конкистадорах на другой планете». В письме от 1 февраля Аркадий Стругацкий извещал брата Бориса, что «был вынужден» вставить в план «Детгиза» на 1964 год «Седьмое небо» — «повесть о нашем соглядатае на чужой феодальной планете… Я план продумал, получается остросюжетная штука, может быть и очень весёлой, вся в приключениях и хохмах, с пиратами, конкистадорами и прочим, даже с инквизицией». Сообщалось также, что достигнута предварительная договорённость об издании будущей повести журналом «Искатель» в двух последних номерах года. Борис Стругацкий отвечал, что терзается «противоречивыми намерениями: о чём писать — о том, что хочется (что-нибудь лёгкое, острое, забавное), или о том, что требует гражданская совесть (вдумчивое, злое, по возможности глубокое)». Идея «Седьмого неба» вызвала сочувствие, но сопровождалась вопросом, когда братья будут это всё писать, так как очень затянулось их принятие в Союз писателей, а это обстоятельство не позволяло бросить работу. 6 февраля Аркадий Стругацкий заявил, что повесть уже «прочно» в плане «Детгиза», поэтому писать её нужно «быстро и легко», предлагая уже опробованный метод ступенчатого редактирования, когда старший брат присылает черновики, которые правит младший. Борис Стругацкий в письме 11 февраля отвечал: «меня этот вопрос интересует гораздо меньше, чем тебе, по-видимому, кажется. Напишем, конечно!» Предварительный план был озвучен Аркадием Стругацким 10 марта 1963 года:

Существует где-то планета, точная копия Земли, можно с небольшими отклонениями, в эпоху непосредственно перед Великими географическими открытиями. Абсолютизм, весёлые пьяные мушкетёры, кардинал, король, мятежные принцы, инквизиция, матросские кабаки, галеоны и фрегаты, красавицы, верёвочные лестницы, серенады и пр. И вот в эту страну (помесь Франции с Испанией или России с Испанией) наши земляне, давно уже абсолютные коммунисты, подбрасывают «кукушку» — молодого здоровенного красавца с таким вот кулаком, отличного фехтовальщика и пр. <…> …Ребята оставляют у планеты трансляционный спутник, парень по тамошней моде носит на голове золотой обруч с вмонтированным в него вместо алмаза объективом телепередатчика, который передаёт на спутник, а тот — на Землю картины общества. Затем парень остается на этой планете один, снимает квартиру у г<осподи>на Бонасье и занимается тасканием по городу, толканием в прихожих у вельмож, выпитием в кабачках, дерётся на шпагах (но никого не убивает, за ним даже слава такая пошла), бегает за бабами и пр<очее>… Когда он лазает по веревочным лестницам, он от скромности закрывает объектив шляпой с пером.

<…>

Это можно написать весело и интересно, как «Три мушкетёра», только со средневековой мочой и грязью, как там пахли женщины, и в вине была масса дохлых мух. А подспудно провести идею, как коммунист, оказавшийся в этой среде, медленно, но верно обращается в мещанина, хотя для читателя он остается милым и добрым малым. <…> Повесть сделать небольшую, листов на восемь, использовать Стивенсона, Дюма, Пьера Мак-Орлана и т. д.
Борис Стругацкий, напротив, видел новое произведение как «мрачное, но не без гумора», рассчитывая подробно обсудить его во время рабочей встречи по доводке чистовика «Далёкой Радуги». 19 марта эта позиция разъяснялась так: «Я против вещи легкомысленной и уж совершенно против эпохи географических открытий. К чёрту мушкетёров! Какое нам до них дело? Жизнь бьёт ключом, а мы будем писать о мушкетёрах!» 22 марта Аркадий переименовал свой замысел в «Наблюдателя» и заявил: «Не смей мне противоречить. Хоть одну-то повесть без современных проблем в голом виде. На коленях прошу, мерзавец! Шпаг мне, шпаг! Кардиналов! Портовых кабаков!», на что Борис отвечал язвительно: «Приедешь — поспорим, и спор будет страшен». На 12 апреля соавторы запланировали рабочую встречу в Ленинграде; в письме от 4 апреля Борис Стругацкий сообщал, что закончил рассказ «Молитва», который после окончания черновика переименовал в «Трудно быть богом». В переписке план новой повести упоминается как «славный»; в письме 24 апреля его предлагается дополнить: «Коммунары облегчают прогресс общества путём сохранения его лучшей части, его совести и разума». Упоминается и «дон Ребия». Борис Стругацкий 28 апреля отвечал: «…Сама идея спасения интеллигенции — цвета народа, разума его, его будущего — настолько ослепительна, что не требует дополнений. Надо только её развить. Убирать неугодных! Да их всегда убирали. Много чего убирали, но как-то никто не пытался что-нибудь сохранять! Вот коммунары и сохраняют. Всякое резкое изменение эволюции означает в условиях другой планеты кровь, смерть, горе. Поэтому эволюцию надо не ломать, а ускорять. Вот они и ускоряют». В этом же письме новую повесть предлагалось назвать «Понедельник начинается в субботу» («ПНВС»). Здесь подразумевались «мыслители, не знающие воскресений», за которых сражаются земные коммунары. Эту фразу в финале мог произнести Румата. Данное название как рабочее упоминается 12 мая, на тот период работой единолично занимался Б. Н. Стругацкий. Тогда же Аркадий Стругацкий задумал повесть о магах, на которую в итоге и перешло заглавие «ПНВС».

### Написание текста. Издание
Совместная работа братьев-соавторов над текстом «Наблюдателя» началась 2 июня 1963 года в Москве. В письме матери — Александре Ивановне — от 10 июня упоминается, что готовы уже 57 страниц, и работа идёт невиданными темпами, по восемь страниц в день. «И работать интересно, потому что описывается по сути дела некоторое время из современной истории, только замаскированное под средневековье». 6 июля готовый черновик прочитала супруга Аркадия — Елена Ильинична — «и очень ругалась. В конечном счёте выяснилось, что внушает отвращение Румата как личность, а также глупость авторов, их идеализм», а также слишком очевидные намёки на «нынешние обстоятельства». В этом же письме к миссии землян в Арканаре применяется термин «Эксперимент». В тот же день Аркадий Натанович упоминал, что «сдаёт рукопись на машинку», а также то, что «Рэбию придётся заменить, и кое-что добавить для ясности». Борис Натанович такую реакцию Елены Стругацкой счёл «очень симптоматичной» и предложил дописать ещё одну-две главы, ибо «не получилось нагнетания, а потому не вышел и слом Руматы». В письме 9 августа впервые как устоявшееся упоминается название повести «Трудно быть богом». По содержательным особенностям произведение уже не годилось для «Детгиза». «Вероятно, пойдёт в „Знание“ или в „Молодую гвардию“. Посмотрим». Глава отдела фантастики «Молодой гвардии» Сергей Жемайтис и редактор Бела Клюева не слишком одобрили первый вариант рукописи, но и «не нашли никакой крамолы». Кроме того, по совету Б. Клюевой соавторы добавили девятую главу, в которой Румата беседует с «профессиональным мятежником» Аратой, с совершенно утилитарной целью: вывести «народного героя» и «крестьянское движение». 21 сентября в дневнике А. Н. Стругацкого зафиксирован проект издания сборника в составе «Далёкая Радуга» — «Трудно быть богом». Переделки завершились к 5 октября, в тот же самый день Аркадий Стругацкий отдал заявку в издательство на «Хищные вещи века». 29 октября беловой вариант читали коллеги Бориса Стругацкого в Пулковской обсерватории и писатель Илья Варшавский. Ему не понравилась идея невмешательства и показались лишними пролог и эпилог. В ответном письме от 31 октября Аркадий Стругацкий возражал, что пролог и эпилог — «необходимое звено, связывающее Румату „небесного“ с Руматой „земным“. Без него повесть теряет в привязанности к Земле». Стилистическую «неуместность» пролога и эпилога позднее выразил и переводчик Дмитрий Брускин, который предложил ряд замечаний по сюжету и обоснованию действий дона Рэбы. К 17 января 1964 года был подготовлен макет обложки сборника «Далёкая Радуга», однако Б. Клюева ещё не закончила чтение рукописи «ТББ». К 18 февраля сборник был запущен в производство с послесловием Рафаила Нудельмана, договор с авторами не был подписан даже к 25 февраля. Первая вёрстка отмечена в дневнике А. Стругацкого 31 марта, вторая вёрстка с иллюстрациями была готова к 22 апреля, тогда же сборник был подписан в печать.
В июле 1964 года сборник «Далёкая Радуга» вышел в свет. При включении «Трудно быть богом» в «Библиотеку современной фантастики» (1966) в текст были внесены некоторые редакторские купюры, связанные, в том числе с претензиями критиков того времени. Встречались и случайные ошибки наборщиков и корректоров: в издании «Библиотеки…» в одном месте «Арканар» превратился в «Анкару». При переизданиях 1980-х годов в текст вносились новые искажения, вероятно, связанные с выкорчёвыванием намёков на «реальный социализм». Например, исправление «товарища» на «мужика» в диалоге Руматы и Киры: «— Барон Пампа — отличный товарищ. — Как это так: барон — товарищ?» Стихи «ультрапатриотического содержания» превратились в «стихи ультраарканарского содержания». Во фразе, начинающейся словами «…И серые люди, стоящие у власти…» — «серые люди» исчезли. Фрагмент «весь народ в едином порыве» заменили на просто «все». Вместо «гнева народного» поставили «правосудие». После всплеска издательского и читательского интереса в 1980-е годы искажённый вариант перепечатывался неоднократно. К версии 1964 года «Трудно быть богом» было возвращено в «белом» собрании сочинений издательства «Текст». При подготовке полного собрания сочинений Стругацких в 2012—2013 годах редакторам стала доступна авторская беловая рукопись, по которой были исправлены ещё шесть переделок в первоиздании.

## Социально-исторический контекст
Повесть «Трудно быть богом» была написана в конце периода «оттепели», во время которого сталинские репрессии стали объектом осмысления, войдя в поле общественного сознания. С этого времени общественная мысль потекла в двух взаимоисключающих направлениях: одно из них — стремление подавить комплекс вины и оправдать сталинский режим, другое — осмысление сталинизма как явления, анализ его в рамках общей проблематики тоталитаризма, рассмотрение его причин, внутреннего устройства и поиск возможностей преодоления. Уже в повести «Попытка к бегству» (1962 год) герои Стругацких — люди будущего — сталкиваются не с трудностями освоения непокорённой природы (что свойственно более ранним произведениям Стругацких), а с враждебной социальной силой, однако «Трудно быть богом» выводит изображение тоталитарного общества на принципиально новый уровень.
Отказавшись в этой повести от характерных для русской и зарубежной фантастики 1920—1940-х годов научных и технических допущений, Стругацкие обращаются к материалу земной истории, вводя в повествование множество узнаваемых деталей недавнего прошлого. Так, «серые штурмовики» — очевидный намёк на штурмовиков, приведших к власти Гитлера; к реалиям сталинской эпохи отсылают эпизод с «врачом-отравителем», получаемые под пыткой признания в якобы шпионаже и др. В ранних версиях повести дон Рэба именовался дон Рэбия — очевидный намёк на Берию. По настоянию редакции (другая версия: по совету Ефремова) имя персонажа было изменено, дабы уменьшить сходство.

## Проблематика
При моделировании в «Трудно быть богом» общества средневековья Стругацкие сочетают признаки земного средневекового общества с признаками диктатуры XX века — намеренный приём, помогающий добиться такого обострения и напряжения обстоятельств действия, такого сгущения атмосферы социального зла, которое позволяло поставить ряд нравственных и философских проблем, связанных и с индивидуальной ответственностью, и с философией истории применительно к её настоящему и будущему:216.
Совмещение разновременных исторических планов также позволило Стругацким создать обобщённый, гротескно-сатирический портрет вневременны́х социальных пороков — прежде всего очень стойкой и живучей обывательской, мещанской психики, сущность которой мало менялась на протяжении истории. «Серые штурмовики» дона Рэбы — не только невежественные и фанатичные обыватели средневековья, но и характерная для разных времён серость, узость, посредственность, косность мышления, сочетающаяся с отсутствием духовных запросов и интересов и стремлением переделать мир по своему образу и подобию:145—146. Стихийно выходящее на социальную сцену самодовольное невежество, которое нетерпимо к малейшему отклонению от среднего уровня «серости», открывает путь для жёстко организованной системы подавления с бюрократизмом и пыточным ремеслом, приобретающим характер точной науки. Для дона Рэбы, играющего ключевую роль в этом процессе, Стругацкие находят очень ёмкое определение: «гений посредственности» — данный тип личности, для которого характерны очень умеренные интеллектуальные и другие способности, но исключительная хитрость и цепкость, отсутствие этических принципов, патологическое самолюбие, в XX веке оказался наиболее опасным. Стругацкие подчёркивают глубокое родство государственной диктатуры с криминальным миром, их зависимость друг от друга и стремление к совместным действиям (эпизод с доном Рэбой и Вагой Колесом).
Вразрез с традиционными, вписывающимися в марксистскую догму представлениями, широкие массы трудящихся не играют в «Трудно быть богом» заметной роли. Хотя, в соответствии с традицией, в повести присутствует романтизированный образ вождя народных восстаний Араты, Стругацкие подчёркивают бесплодность такой борьбы. Главной положительной движущей силой, залогом социального и нравственного прогресса в «Трудно быть богом» являются «книгочеи» — поэты, учёные, изобретатели, которые в «мире страшных призраков прошлого… являются единственной реальностью будущего». По Стругацким, даже самое жестокое и агрессивное государство, враждебное к носителям культуры, всё же не может обойтись без них по сугубо прагматическим причинам, «чтобы не отстать от соседей», и поэтому ему приходится поощрять науку и искусство, которые формируют людей с совершенно иными потребностями и запросами: «им нужна… атмосфера всеобщего и всеобъемлющего познания, пронизанная творческим напряжением». Постепенно таких людей становится в обществе всё больше, и они рано или поздно оказываются способны противостоять репрессивному режиму. Символическую роль играет образ «анизотропного шоссе», который присутствует в новелле, поданной как пролог повести: история подобна «анизотропному шоссе», двигаться по которому возможно лишь в одну сторону — в сторону братства и взаимопомощи, движение же вспять приводит к призракам прошлого, к миру насилия.
В повести присутствуют три смысловых пласта, причём охарактеризованный выше пласт социально-исторической проблематики являлся, по всей видимости, центральным в восприятии текста современниками. Успех среди читателей повесть завоевала также благодаря поверхностному смысловому пласту: захватывающему авантюрному сюжету, противостоянию героя с горсткой его друзей коварной власти и пр. Однако наиболее глубоким смысловым пластом является экзистенциальный: центральные для духовных исканий XX столетия проблемы — возможность действия и ответственности (проблема личной ответственности, проблемы поведения человека перед лицом трагической исторической неизбежности и пр.:216). Ключевым в этом плане является диалог Руматы и Будаха, в котором формулируется дилемма: невозможно волевым усилием изменить как мир, так и человека к лучшему, но нельзя и смириться, допустив, чтобы всё шло своим чередом. Хотя в рамках этого диалога возможности героя мыслятся неограниченными («представьте себе, что вы Бог»), легко увидеть здесь намёки на каждодневную реальность всякой мыслящей личности. Тема неограниченной ответственности человека в этой повести и последующих повестях является ключевой для Стругацких, а трёхуровневая смысловая структура (авантюрный сюжет — социологическая или футурологическая проблематика — глобальные вопросы нравственности и человеческой природы) также присутствует в большинстве их последующих произведений.

## Художественные особенности
Эта сложно организованная система смыслов и возникающее у читателей ощущение её убедительности достигаются благодаря стилевой игре, психологической достоверности характеров. В повести используется весь спектр языковых средств: корявое просторечие солдат, стражников, монахов, казёнщина в репликах чиновников, нелепо-высокопарные архаизмы в репликах «благородных донов», имитация блатного жаргона в переговорах дона Рэбы и Ваги Колеса. Стругацкие прибегают, в частности, к созданию идиом и речевых формул, воплощающих собой высший уровень мастерства в работе со словом и перекочевавших в устную речь читателей и поклонников повести, как, например, ритуально-этикетный зачин «не вижу, отчего бы благородному дону…» в речи дона Сэры.
В «Трудно быть богом» Стругацкие проявляют высокое мастерство в использовании психологически значимой детали, которая позволяет ярко обрисовать образы персонажей второго плана (например, неумелая улыбка мальчика-слуги Уно, короткие мягкие ручки капитана серых штурмовиков Абы). Художественный мир повести очень богат — в частности, за счёт чередования элементов героики, лирико-романтического начала, юмористических эпизодов. Пролог и эпилог, действие которых происходит на Земле, усиливают содержательную многоплановость повести и препятствуют её восприятию читателем как преимущественно авантюрно-фантастической.
Как язык повести, так и образы персонажей, её композиция являются признаками принадлежности «Трудно быть богом» к «большой литературе» и противостоят характерному и для русской, и для мировой литературной традиции выделению фантастики в отдельный тип текста, облегчённый и на содержательном, и на формальном уровне.

## Литературное влияние и аллюзии
В прологе Антон цитирует последнюю строфу из монолога Гамлета. Впоследствии он переведёт его на ируканский:

Румата немного поспорил с ним о достоинствах стихов Цурэна, выслушал интересный комментарий к строчке «Как лист увядший падает на душу…», попросил прочесть что-нибудь новенькое и, повздыхав вместе с автором над невыразимо грустными строфами, продекламировал перед уходом «Быть или не быть?» в своём переводе на ируканский.
— Святой Мика! — вскричал воспламенённый отец Гаук. — Чьи это стихи?
— Мои, — сказал Румата и вышел.

Ключевые разговоры Антона-Руматы с Аратой и с доктором Будахом перекликаются со сходными эпизодами во «Сне Джона Болла» Уильяма Морриса и в «Братьях Карамазовых» Достоевского (вставная притча «Великий инквизитор»). Быт Арканара, романтически красочный и в то же время прозаически жестокий, вызывает ассоциации с «Хроникой времён Карла IX» П. Мериме, а горькая сатирическая и трагедийная интонация — с произведениями Марка Твена и Свифта. Образы персонажей также вызывают ассоциации: барон Пампа напоминает Портоса Александра Дюма, Антон-Румата — Дон Кихота. Использование мотивов и образов мировой литературы в повести Стругацких не самоценно, а создаёт дополнительный фон для принципиально нового решения темы исторического эксперимента:346.

## Тема прогрессорства
Борис Натанович Стругацкий утверждал, что Румата и другие персонажи повести не являются прогрессорами.

В ТББ нет прогрессоров. Там — сотрудники Института Экспериментальной истории, собирающие материал для теории исторических последовательностей. И не более того. Все прочее — их личная (не одобряемая начальством!) самодеятельность. Прогрессоры в Мире Полудня появляются век спустя («Обитаемый остров», «Парень из преисподней»)— OFF-LINE интервью с Борисом Стругацким. Сентябрь 2004
«Трудно быть богом» — второе произведение из цикла Мира Полудня, где рассматривается попытка вмешательства землян в исторический процесс на других планетах (первое — «Попытка к бегству»).

## Восприятие и критика
Повесть Стругацких произвела сенсацию и сразу же стала широко популярной, причём не только у молодёжи, для которой и была написана. В 1967 году «Клуб любителей фантастики МГУ» провёл массовый опрос 1400 человек, и «Трудно быть богом» уверенно заняла первое место во всех группах — единое мнение высказали школьники, студенты, критики, журналисты, научная интеллигенция и даже писатели-фантасты.
Первый отзыв, сразу после публикации повести, написанный известной писательницей Ариадной Громовой, был благоприятным. Партийно-идеологическая критика отреагировала с некоторым опозданием. Первым выступил в 1966 году писатель Владимир Немцов, автор ныне забытых, но в те годы массово издававшихся романов «фантастики ближнего прицела». Немцов поместил в газете «Известия» статью «Для кого пишут фантасты?», в ней Стругацкие обвинялись в агитации против «интернациональной помощи отсталым народам», в попытке дезориентировать молодёжь в понимании законов общественного развития, а также в смаковании «пьяных оргий и сомнительных похождений». В том же году и тоже в «Известиях» советский ленинско-марксистский академик Юрий Францев (статья «Компас фантастики») обвинил авторов в незнании и недооценке марксистско-ленинской теории, в сочетании признаков земного средневековья с признаками фашистской диктатуры, что, по его мнению, сводило к нулю познавательное значение повести:216.
Иван Ефремов (в статье «Миллиарды граней будущего»), известная переводчица Нора Галь (в письме в редакцию «Известий») и другие писатели резко выступили в защиту повести. Однако поток читательских писем в поддержку Стругацких так и не пробился на страницы прессы. В частности, письмо Норы Галь было впервые опубликовано лишь в 1997 году.
Тем не менее советская цензура в годы оттепели вела себя, как выразился БНС, «относительно вегетариански»: повесть несколько раз переиздавалась и даже была включена в «Библиотеку современной фантастики» (том 7-й, 1966).
Однако именно после публикации повестей «Трудно быть богом» и «Хищные вещи века» начались сложности Стругацких с тем, чтобы пробиться к читателю. Вторая волна негативных критических отзывов о «Трудно быть богом» возникла в конце 1980-х годов, в рамках публикаций православно-патриотически ориентированных литераторов и публицистов: героев Стругацких, стремящихся в самых жестоких условиях сохранить человеческое вокруг себя и в себе, они считают «патологическими убийцами» (по выражению Ю. Макарова) и крайне негативно относятся к самой идее улучшения мира человеческими силами.
Лишь в 1990-е годы стали публиковаться взвешенные, аналитичные работы, посвящённые анализу «Трудно быть богом» и раскрывающие секрет повести, «простой, как всё значительное в искусстве: герои должны делать нравственный выбор» (формулировка А. Зеркалова). Примечательны, например, статьи С. Некрасова, сравнивающего прозу Стругацких и вершинные достижения европейской философии XX века.

## Мнения и оценки
- Ефремов защищал повесть от критики и «нелепейших обвинений»: «„Трудно быть богом“ я считаю лучшим произведением советской научной фантастики за последние годы»[49].
- По мнению В. Ревича,

в романе затронут один из самых кардинальных вопросов существования современного человечества — возможно ли, приемлемо ли искусственное, насильственное ускорение исторического процесса? <…> Мы ещё недостаточно насмотрелись на «кухарок», поставленных управлять государствами? Нам ещё недостаточно опыта экспериментов над собственным народом? Тогда вспомним Камбоджу, Афганистан, Эфиопию, Мозамбик, Северную Корею… Разве не эту модель — нищета, отсталость, моральный и физический террор — мы пытались распространить на весь земной шар?
- Валерия Новодворская отмечала антисоветские аллюзии повести[51]:

«Трудно быть богом» — удар по советской диктатуре в целом… Какое дивное сравнение реального арканарского тоталитаризма и мифического идеального мироустройства на Земле!
- Александр Яковлев тоже отмечал антисоветские намёки[52]:

При этом фашизм у Стругацких внеклассовый, он противопоставляется земному историческому фашизму, иначе говоря, это «необыкновенный фашизм», о возможности возникновения которого стало модно говорить в последнее время, проводя различные аналогии, делая весьма прозрачные намёки.
- Историк Лев Клейн позднее вспоминал[53]:

Больше всего на меня произвёл впечатление роман «Трудно быть богом» — о полёте прогрессоров в мир, где средневековье в апогее. С болью и счастьем узнавания я воспринимал его как описание нашей жизни. По таланту соизмеримо с Джорджем Оруэллом, но так живо, так смачно описать в деталях этот мир можно было только изнутри его — это могли сделать только российские люди. А философия и опыт прогрессоров были предостережением нашим радикалам демократии.
В рецензии на английский перевод повести фантаст Теодор Старджон призывал читателей немедленно приобретать любое произведение Стругацких, которое только попадётся в руки. «Трудно быть богом» признан одним из самых мастерски написанных фантастических романов, который органично сочетает исторические параллели, картину инопланетного мира, сцены истинного героизма и поединков на мечах. Повествование названо «спокойным и прекрасно структурированным». Основное фантастическое допущение в основе своей марксистское, основанное на философской посылке о существовании исторического императива. (В этой же рубрике Старджон рецензировал сборник переводной восточноевропейской фантастической прозы, особенно выделяя Севера Гансовского, и отдельно разбирал «Рукопись, найденную в ванне» Лема, выразив удивление, что ни в одной из этих вещей нет ни следа «коммунистических проповедей») В «Трудно быть богом» смоделирована ситуация, когда естественный ход социально-политического развития (феодализм — капитализм — демократия) совершает сбой, и в результате «Гитлерюгенд или хунвэйбины появляются рано — слишком рано!», но при этом посланцы высокоразвитой Земли не имеют права вмешиваться во внутренние дела планеты. Теодор Старджон отметил, что роман Стругацких свидетельствует, что высокоразвитая фантастическая литература ни в коем случае не является привилегией англоязычного мира: «лучшие образцы самых сливочных сливок можно найти где угодно».

## Производные работы

### Экранизации
- Трудно быть богом (фильм, 1989) — экранизация, снятая западногерманским режиссёром Петером Фляйшманом. В производстве фильма участвовали ФРГ, СССР, Франция, Швейцария. В главной роли — Эдвард Жентара. Сюжет фильма существенно отличается от сюжета повести Стругацких, а смысловые пласты текста урезаны до заурядного фантастического боевика[1].
- Трудно быть богом (фильм, 2013) — режиссёр Алексей Герман-старший. В главной роли — Леонид Ярмольник. 7 премий «Ника» за 2014 год. Фильм, снятый по мотивам повести, передаёт атмосферу средневековья, но имеет довольно условный сюжет, лишь фрагментарно и довольно вольно следующий букве первоисточника[55].
- Трудно быть богом (сериал) — будущий сериал режиссёра Дмитрия Тюрина.

### Радиоспектакль
21 февраля 2000 года в эфире радио «Эхо Москвы» состоялась премьера радиоспектакля по повести. С 3 июля до 21 августа 2005 радиостанция «Эхо Москвы» повторила радиоспектакль. В 2008 году Борис Натанович дал согласие на трансляцию, и с 26 октября 2008 года спектакль транслировался в третий раз по воскресеньям после 13 часов.
Над радиоспектаклем работали Светлана Сорокина — авторский текст, Сергей Бунтман — «исторические экскурсы», Сергей Пархоменко — барон Пампа, Владислав Флярковский — дон Рэба, Рамил Ибрагимов — дон Румата, Александр Шаврин — дон Кондор, Константин Кравинский — отец Кабани и Арата, Лев Гулько — дон Гуг. Звукорежиссёрами постановки были Сергей Игнатов и Александр Цернес.
Работа над радиоспектаклем началась осенью 1999 года. В 2008 году главный редактор Алексей Венедиктов отметил, что этот радиоспектакль «записали, в общем, для себя», но что он оказался очень удачным и Борис Стругацкий его похвалил. Также Венедиктов получил права на следующую радиопостановку по «Гадким лебедям».

### Видеоигра
По повести воронежской компанией Burut CT была создана видеоигра «Трудно быть богом» в жанре сюжетной action/PRG.

### Первоисточники
- Стругацкий А., Стругацкий Б. Полное собрание сочинений в тридцати трёх томах / Составители: Светлана Бондаренко, Виктор Курильский, Юрий Флейшман. — Группа «Людены», 2016. — Т. 7: 1963. — 366 с.
- Стругацкий А., Стругацкий Б. Полное собрание сочинений в тридцати трёх томах / Составители: Светлана Бондаренко, Виктор Курильский, Юрий Флейшман. — Группа «Людены», 2016. — Т. 8: 1964. — 419 с.

### Диссертации
- Бардасова Э. В. Концепция возможных миров в свете эстетического идеала писателей-фантастов А. и Б. Стругацких : диссертация … кандидата филологических наук : 10.01.01 / Научный руководитель: доктор филологических наук, профессор Нигматуллина Ю. Г.. — Казань, 1995. — 159 с.
- Кузнецова А. В. Рецепция творчества братьев Стругацких в критике и литературоведении : 1950—1990-е гг. : диссертация … кандидата филологических наук : 10.01.01. — Москва, 2004. — 248 с.
- Милославская В. В. Творчество А. и Б. Стругацких в контексте эстетических стратегий постмодернизма : Дис. …канд. филолог. наук. 10 01 01 — Русская литература. — Ставрополь, 2008. — 144 с.
- Неронова И. В. Художественный мир и его конструирование в творчестве А. Н. и Б. Н. Стругацких 1980-х годов : Специальность 10.01.01. — русская литература (филологические науки); Диссертация на соискание учёной степени кандидата филологических наук. — Ярославль : Ярославский государственный университет им. П. Г. Демидова, 2015. — 209 с.
- Тельпов Р. Е. Особенности языка и стиля прозы братьев Стругацких: диссертация… кандидата филологических наук: 10.02.01 : Место защиты: Моск. пед. гос. ун-т. — Москва, 2008. — 244 с.
- Фролов А. В. Трансформация мироощущения героя и автора в процессе творческой эволюции Аркадия и Бориса Стругацких («Далёкая Радуга» — «Улитка на склоне» — «Град обреченный») : Диссертация на соискание учёной степени кандидата филологических наук: 10.01.01. — Брянск, 2016. — 221 с.

### Монографии и статьи
- Амусин М. Ф. Братья Стругацкие : очерк творчества. — Иерусалим : Бесэдер, 1996. — 187 с. — ISBN 965-7031-06-0.
- Борисов В. И. Быть или не быть по-арканарски: [Судьба повести А. И Б. Стругацких «Трудно быть богом»] // Если. — 2002. — № 1. — С. 277—282.
- Бритиков А. Ф. Русский советский научно-фантастический роман : АН СССР. Ин-т рус. литературы (Пушкинский дом). — Л. : Наука. Ленингр. отд-ние, 1970. — 447 с.
- Володихин Д. М., Прашкевич Г. М. Братья Стругацкие. Мечты о несбывшемся. — М. : Молодая гвардия, 2012. — 350 с. — (Жизнь замечательных людей, вып. 1331). — ISBN 978-5-235-03475-4. Переиздание: «Молодая гвардия», 2023 (Биографика: Классика), ISBN 978-5-235-05056-3.
- Кайтох В. Братья Стругацкие / Пер. с пол. В. Борисова // Стругацкий А. Н., Стругацкий Б. Н. Собрание сочинений. В 11 т. — Донецк : Сталкер, 2003. — Т. 12, дополнительный. — С. 409—638. — 699 с. — ISBN 966-696-215-2.
- Каплан В.. «Трудно быть богом»: разбираем сюжет и смысл известного романа Стругацких. Журнал «Фома» (5 декабря 2022). Дата обращения: 30 сентября 2023.
- Комиссаров В. В. «Этого ожидали…»: Роман И. А. Ефремова «Туманность Андромеды» и футуристические проекты советской интеллигенции. — Иваново: ПресСто, 2017. — 116 с. — ISBN 978-5-9909681-0-3.
- Кузьмин Д. В. «Трудно быть богом» // Энциклопедия литературных произведений / Сост., ред. С. В. Стахорский. — М. : Вагриус, 1998. — С. 503—505. — 654 с. — (Литературные энциклопедии). — ISBN 5-7027-0825-3.
- Переслегин С. Возвращение к звёздам : фантастика и эвология. — М. : АСТ, 2010. — 570 с. — (Philosophy). — ISBN 978-5-17-064271-7.
- Поттс С. В. Второе нашествие марксиан: Беллетристика братьев Стругацких. Potts Stephen W.  The Second Marxian Invasion:  The Fiction of the Strugatsky Brothers.  San-Bernardino: The Borgo Press, 1991. Перевод А. Кузнецовой. Библиотека Мошкова (17 февраля 2009). Дата обращения: 24 сентября 2023.
- Ревич Всеволод. «Фантастика — это не жанр, это способ мыслить» // Перекрёсток утопий. Судьбы фантастики на фоне судеб страны. — М. : Институт востоковедения РАН, 1998. — С. 244—286. — 354 с. — ISBN 5-89282-092-0.
- Скаландис А. Братья Стругацкие. — М. : АСТ, 2008. — 702 с. — ISBN 978-5-17-052684-0.
- Рожков В. В. Метафорическая художественная картина мира А. и Б. Стругацких (на материале романа «Трудно быть богом»). — Новосибирск : ИЦ «Золотой колос», 2014. — 255 с. — ISBN 978-5-94477-144-5.
- Урбан А. А. От техники к человеку // Фантастика и наш мир. — Л. : Советский писатель, 1972. — С. 158—211. — 256 с.
- Черняховская Ю. Братья Стругацкие: письма о будущем. — М. : Книжный мир, 2016. — 384 с. — Б. Межуев. Атлантида, которую мы потеряли (предисловие). — ISBN 978-5-8041-0878-7.
- Шавшин М. Стругацкие. Всплеск в тишине : литературно-критические эссе. — СПб. : Анима, 2015. — 287 с. — 3000 экз. — ISBN 978-5-9907020-0-4.